# جف دیویس (فرماندار آرکانزاس)
جفرسون دیویس (به انگلیسی: Jefferson Davis) سناتور سابق عضو حزب دموکرات ایالات متحده آمریکا بود. وی در سال ۱۹۰۷ تا ۱۹۱۳ میلادی سناتور ایالت آرکانزاس در سنای ایالات متحده آمریکا بود.